# Johannes Jacobus Linus Maria Verwiel
Johannes Jacobus Linus Maria Verwiel (Besoyen, 23 september 1890 – Den Haag, 30 juni 1952) was een Nederlands politicus. 
Hij werd geboren als zoon van Cornelis Gerardus Verwiel (1857-1933) en Josephine Margaretha Biegnolé (1863-1895). Zijn vader was burgemeester van Besoyen en ook diens vader was daar burgemeester geweest. Zelf was hij volontair bij de gemeentesecretarie van Besoyen voor hij in 1912 als ambtenaar ter secretarie ging werken bij de gemeente Enschede. Begin 1914 werd hij klerk bij de provinciale griffie van Noord-Brabant en drie jaar later volgde hij zijn vader op als burgemeester van Besoyen. Bij een gemeentelijke herindeling in 1922 ging Besoyen op in de gemeente Waalwijk en daarmee kwam zijn functie te vervallen. Aansluitend werd Verwiel benoemd tot burgemeester van Oisterwijk. Tijdens dat burgemeesterschap overleed hij in 1952 op 61-jarige leeftijd. 